# Black Coffee (chanson, 1948)
Pour les articles homonymes, voir Black Coffee (homonymie).

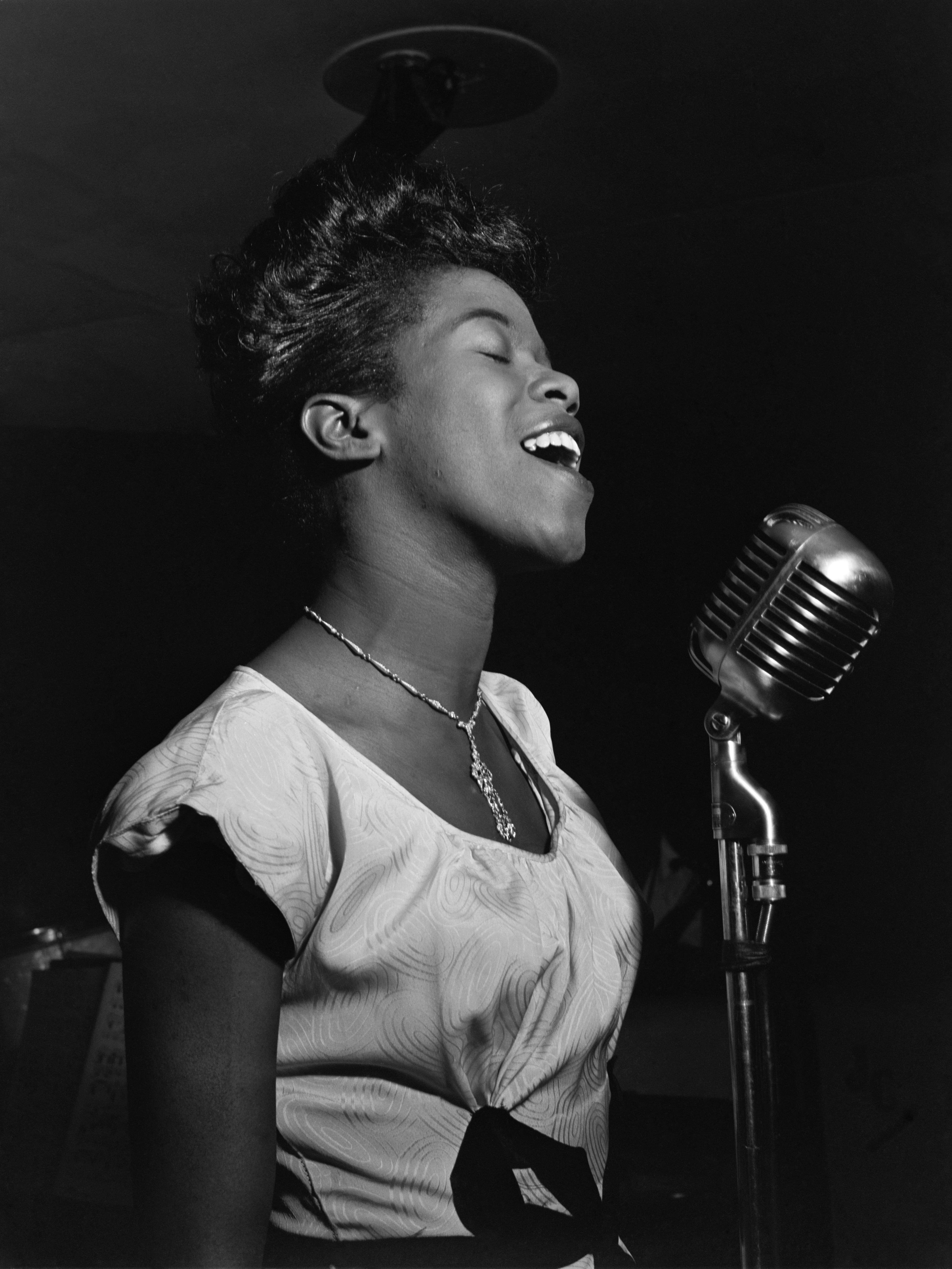
Sarah Vaughan, chanteuse de jazz américaine, photographiée par William Gottlieb en 1946.

Black Coffee est une chanson écrite en 1948 par Sonny Burke (pour la musique) et Paul Francis Webster (pour les paroles). Sarah Vaughan la chanta en 1949 et la plaça dans les charts. Peggy Lee en réalisa une version en 1953 et ce titre fut inclus par Ella Fitzgerald sur l'album Ella Fitzgerald Sings Songs from "Let No Man Write My Epitaph" (en), bande son du film Let No Man Write My Epitaph réalisé par Philip Leacock. La version d'Ella Fitzgerald était la chanson favorite de Wisława Szymborska (prix Nobel de littérature en 1966), qui la choisit pour ses funérailles.

## Autres versions
- Ray Charles, sur son album The Great Ray Charles (1957)
- Duke Pearson sur son album Profile (1959)
- Bobby Darin sur son album This is Darin (1960)[2]
- Chris Connor sur son album Double Exposure (with Maynard Ferguson) (1961)
- Earl Grant sur son album Midnight Sun (1962)[3] and In Motion (1968)[4]
- Rosemary Clooney sur son album Thanks for Nothing (1964)
- Sonny Criss sur son album This is Criss! (1966)
- Petula Clark sur son album The Other Man's Grass Is Always Greener (1968)
- Phineas Newborn Jr sur son album Please Send Me Someone To Love (1969)
- The Pointer Sisters sur leur album That's a Plenty (1974)
- Janis Siegel sur son album At Home (1987)
- k.d. lang sur son album Shadowland (1988)
- Carmen McRae sur son album Sarah: Dedicated to You (1991)
- Sinéad O'Connor sur son album Am I Not Your Girl? (1992)
- Elkie Brooks sur son album Round Midnight (1993)
- Martina Topley-Bird et Tricky sur l'album Nearly God (1996)
- Aléxia Vasilíou sur son album In a Jazz Mood (1996)
- Patricia Kaas sur son album Café Noir[5] (1996)
- Connie Evingson sur son album Fever: A Tribute to Peggy Lee (1999)
- Maria Muldaur sur son album A Women Alone With The Blues (Remembering Peggy Lee) (2003)
- Nana Mouskouri sur son album Nana Swings (2003)[6]
- Marianne Faithfull sur son album Easy Come, Easy Go (2008)
- Barbara Ireland sur son album Turning Back Time - Classic Songs To Kiss By (2010)
- Anita Eccleston sur son album Anita Eccleston Jazz EP (2011)[7]
- Anuschka Wright (2019)

## Sources
- (en) Cet article est partiellement ou en totalité issu de l’article de Wikipédia en anglais intitulé « Black Coffee (1948 song) » (voir la liste des auteurs).